# Kondor Wessels
Kondor Wessels was een bouwbedrijf dat heeft bestaan van 1990 tot 1998.
Het bedrijf, met vestigingen in Amsterdam en Rijssen, is voortgekomen uit de overname (juli 1990) door bouwbedrijf IBB-Kondor van het te Rijssen gevestigde Bouwbedrijf Wessels. Deze fusie werd uitgevoerd om, naar eigen zeggen, mee te kunnen in de steeds veranderende bouwmarkt, waarbij men ook voornemens was groter te worden en activiteiten in het buitenland te ontplooien.
Het bedrijf nam in de loop van zijn bestaan diverse aannemingsbedrijven, houtconstructiebedrijven en dergelijke over, en groeide aldus van ruim 1500 tot ruim 2000 medewerkers.
Tot de overnames behoorden: Reitsma-Giesen te Drachten en Roden (1991), met 250 medewerkers en actief in de woningbouw; Koenen (onder meer te Emmen met 350 medewerkers en actief in de woningbouw; De Groot te Vroomshoop, een houtverwerkend bedrijf; bouwbedrijf De Bonth Van Hulten te Nieuwkuijk, waar 120 mensen werkten en Pero Bouw te Potsdam, waar 42 mensen werkten.
Een belangrijke opdracht was de bouw van het stationsgebied La Gare, ten westen van de sporen en het Station 's-Hertogenbosch. Dit op een voormalig bedrijventerrein gerealiseerde project omvatte onder meer het arrondissementsgerechtsgebouw.
In 1997 fuseerde Kondor Wessels met Koninklijke Volker Stevin tot Koninklijke Volker Wessels Stevin, welke sedert 2002 de handelsnaam VolkerWessels voert.
De Kondor Wessels Groep kocht in 2014 de failliete Pier van Scheveningen om hem te heropenen in 2015.